# Карпатський простір
Карпатський простір — мистецький фестиваль, який щорічно проводиться у місті Івано-Франківську.
Міжнародний фестиваль мистецтв «Карпатський простір» заснований Національною оперетою України за сприяння Міністерства культури України.
«Мистецтво єднає світ!» – із таким гаслом художній керівник Національної оперети звернувся до української та зарубіжної мистецької спільноти у січні 2016 року. Його ініціативу підтримали митці та представники дипломатичних кіл із десяти країн. Творчі та мистецькі колективи з цих країн прибули до Івано-Франківська і в травні 2016 року вперше відбувся Міжнародний мистецький фестиваль країн Карпатського регіону. Метою якого є підтримка духовних цінностей, розвиток мистецтв та об’єднання країн Карпатського регіону не лише за територіальною ознакою, а й через мистецтво. 
Під час першого фестивалю «Карпатський простір» вперше зустрілися представники влади, бізнесмени, політики, митці з різних країн. На II фестиваль «Карпатський простір» для участі прибули представники 43 різних країн, серед яких 29 Надзвичайних і Повноважних Послів країн-партнерів. Всі вони стали учасниками обговорення економічного та культурного потенціалу Карпатського краю. ІІІ фестиваль зібрав освітян з різних країн світу за великим круглим столом міжнародної співпраці і взаєморозуміння. 
Щорічно у фестивалі разом із бізнесменами і дипломатами, політиками, економістами,  освітянами беруть участь численні творчі колективи, художники, скульптори, артисти, музиканти з Австрії, Болгарії, Грузії, Естонії, Литви, Молдови, Польщі, Румунії, Словаччини, Угорщини, Чехії, України.  На три дні місто Івано-Франківськ перетворюється на міжнародну творчу лабораторію, стати учасником якої можуть всі бажаючі.
Особливістю фестивалю «Карпатський простір» є тематично і локально скомпоновані мистецькі осередки - різноманітні локації, розташовані у найкрасивіших куточках Івано-Франківська, на центральних вулицях та площах: Art SPACE, Cinema SPACE, Cuisines SPACE, Classical music SPACE, Wine SPACE, Jazz SPACE, Kids Space, Literature SPACE, Architecture SPACE, Multi-genre music SPACE, Theatre SPACE, Sculpture SPACE та інші.
«Карпатський простір» як масштабна культурна подія міжнародного значення є потужним інструментом культурної дипломатії, майданчиком для щорічних зустрічей митців, бізнесменів, дипломатів, політиків країн. Завдяки фестивалю країни-учасниці можуть презентувати свою культуру, фольклор i сучасні мистецькі надбання. Учасниками заходу є митці та творчі колективи з України, Австрії, Польщі, Угорщини, Словаччини, Румунії, Молдови, Чехії, Естонії, Азербайджану та Грузії.